# Jorge Curbelo
Jorge Winston Curbelo Garis (Montevideo, 21 dicembre 1981) è un ex calciatore uruguaiano, di ruolo difensore.